# Ross David Burke
Ross David Burke (* 21. Juni 1953 in Sydney; † 27. November 1985) war ein australischer Autor, der vor allem durch sein Buch „When the Music's Over - My Journey Into Schizophrenia“ bekannt ist.
Mit diesem Werk dokumentierte er seine psychische Krankheit paranoide Schizophrenie über zehn Jahre. Unmittelbar nachdem er sein Buch fertiggestellt hatte, tötete er sich am  27. November 1985 mit einer Überdosis nicht näher bekannter Rauschmittel.
Burkes Werk ist ein intensives und intimes Porträt, dass er in Psychiatrien, Gefängnissen und während seiner Zeit als funktionierender Teil der Gesellschaft geschrieben hatte. Nach seinem Selbstmord überarbeiteten der Neuropsychologe Richard Gates und der Autor Robin Hammond sein Tagebuch „The Truth Effect“ zu der Novelle „When the Music's is over“ (Wenn die Musik verstummt). Dieses Werk gilt als eines der ersten autobiographischen Porträts eines Schizophrenen und wurde oft von weiteren Psychoanalytikern wie Brendan Stone aufgegriffen.

## Werke
- Burke, R. (1995): Wenn die Musik verstummt. Meine Reise in die Schizophrenie; Kiepenheuer & Witsch, 1997; ISBN 3-462-02617-8